# Gromada Mroków
Gromada Mroków war eine Verwaltungseinheit in der Volksrepublik Polen zwischen 1954 und 1972. Verwaltet wurde die Gromada vom Gromadzka Rada Narodowa dessen Sitz sich in Mroków befand und der aus 16 Mitgliedern bestand.

Die Gromada Mroków gehörte zum Powiat Pruszkowski in der Woiwodschaft Warschau und bestand aus den ehemaligen Gromadas Garbatka, Jabłonowo, Kossów, Marysin, Mroków, Parole, Stachowo, Stefanowo, Szamoty, Warszawianka, Warszawska Kolonia, Wola Mrokowska und Wólka Kossowska der aufgelösten Gmina Mroków und der bisherigen Gromada Łazy der aufgelösten Gmina Lesznowola.

Zum 1. Januar 1958 wurde das Dorf Szamoty aus der Gromada Mroków herausgelöst und der Gromada Nadarzyn zugeordnet. Am 31. Dezember 1961 kam das Dorf Parole aus dieser Gromada zur Gromada Nadarzyn.

Die Gromada Mroków bestand bis zum 1. Januar 1973.